# Петър Иванов (революционер)
Вижте пояснителната страница за други личности с името Петър Иванов.
Петър Иванов Русков, познат в късните си години като Комитата, е български революционер в Четата на Таньо войвода през 1876 година.

## Биография
Роден е през 1853 г. в Сливен в заможно семейство. Поради симпатиите си към революционните дейци и техните идеи е заплашен от арест през 1873, което налага неговото бягство в Румъния. Петър Иванов се установява като търговец в Браила, а през април 1876 се отправя към Турну Мъгуреле. Там се включва в четата на Таньо войвода като най-младият комита, 23-годишен. С революционния отряд Петър Иванов остава до 23 май, когато пада от скалите при Костанденец и е изгубен. На 27 май е заловен при Посабина и откаран в Разград заедно с главите на убитите Таньо войвода, Кара Петър Трявналията и Гено Гроша. След това в Русе Петър Иванов е осъден на три години затвор. По време на Руско-турската война като затворник е преместен на остров Родос.
След Освобождението Петър Иванов потърсва правата си на поборник и с помощта на Никола Обретенов получава от държавата пенсия и е оземлен. Заселва се в Балбунар, където разработва собствен хан с кръчма и земи, които преди смъртта си увеличава до 300 декара. На мястото на дома му в Кубрат днес работи къща музей в негова памет. Петър Иванов се жени два пъти и отглежда две собствени и едно осиновено дете. Оставя като наследници син и дъщеря, а също така писма и автобиография, изясняващи бойния път на четата. Умира на 9 септември 1926 на 73-годишна възраст.